# Gilbert Roussel
Gilbert Roussel (Saint-Ouen-sur-Seine, 13 ottobre 1946) è un regista, sceneggiatore e produttore cinematografico francese.

## Biografia
Gilbert Roussel dirige il suo primo film Le galanti avventure di Zorro nel 1972. Nella sua carriera ha diretto diversi lungometraggi.

## Filmografia parziale
- Le galanti avventure di Zorro (1972)
- À l'est du Rio Concho (1976)
- Nelly (1981)
- Putain de sorcière (1982)
- La Mort en douce (1982)
- Blade Violent - I violenti (1983)
- Du sexe à la une (1983)
- X27 ne répond plus (1983)
- Cauchemar (1983)
- Le Verdict des Gitans (1984)
- Femmine possedute (1985)
- Sortis de route (1989)